# Кифоренко Борис Борисович
Бори́с Бори́сович Кифо́ренко (11 квітня 1974, Вінниця, Українська РСР, СРСР — 29 серпня 2014, під Новокатеринівкою, Старобешівський район, Донецька область, Україна) — український військовик, полковник, командир 121-ї бригади зв'язку Збройних Сил України. Учасник російсько-української війни.

## Життєпис
Народився у Вінниці 11 квітня 1974 року. Ріс і навчався у селі Демівка Чечельницкого району. Батько, Борис Микитович, працював в ракетній частині поблизу села. Мати, Ірина Василівна, була завучем в школі.
Закінчив Київський військовий інститут управління і зв'язку (1996) та Національний університет оборони України ім. Івана Черняховського (2004). Службу проходив у Одесі на різних посадах у військових частинах А4139, А3714, А2171. У 2014 році призначений на посаду командира 121-ї бригади зв'язку (в/ч А1214). Разом з підлеглими проходив службу в зоні проведення АТО.
Загинув смертю хоробрих 29 серпня 2014 року під час виходу з оточення поблизу м. Іловайськ, під Новокатеринівкою. За словами співслужбовців, яким вдалося вижити, у його УАЗ, який рухався головним в колоні техніки, потрапив ворожий снаряд. Тоді ж загинув майор Андрій Гладков і капітан Олександр Світличний. Поранений водій підповз до командира та хвилин 15 вони ще розмовляли, поки до УАЗа не під'їхала російська БМП-2, десантники з російськими шевронами на рукавах пораненим зв'язали руки скотчем та кинули напризволяще, поїхавши далі. Помирати під палючим сонцем довелося 4 години.
Похований в передмісті Одеси — смт Авангард.
Без Бориса лишились дружина та дві доньки — Вероніка 2001 р.н. та Марина 2013 р.н.

## Нагороди і вшанування
- орден Богдана Хмельницького III ступеня — за особисту мужність і героїзм, виявлені у захисті державного суверенітету та територіальної цілісності України, вірність військовій присязі під час російсько-української війни(31 жовтня 2014, посмертно)[4]
- Його портрет розміщений на меморіалі «Стіна пам'яті полеглих за Україну» у Києві: секція 3, ряд 5, місце 14
- Вшановується 29 серпня на щоденному ранковому церемоніалі вшанування українських захисників, які загинули цього дня у різні роки внаслідок російської збройної агресії[5]
- Іловайський Хрест (посмертно)
- в селі Демівка центральну вулицю (колишню Леніна) перейменовано на вулицю Комбрига Бориса Кифоренка
- на його честь названий провулок в Одесі.